# بوی تاون (نبراسکا)
بوی تاون(به انگلیسی: Boys Town) شهری در ایالت نبراسکا کشور ایالات متحده آمریکا است که جمعیت آن در سرشماری سال ۲۰۱۰ میلادی، ۷۴۵ نفر بوده‌است.